# Trionyxella clavipus
Trionyxella clavipus is een hooiwagen uit de familie Trionyxellidae.